# Song Hye-kyo
Dans ce nom coréen, le nom de famille, Song, précède le nom personnel.
Song Hye-kyo (송혜교) est une actrice et mannequin sud-coréenne, née le 22 novembre 1981 à Daegu (Gyeongsang). Elle est connue pour son rôle dans Autumn in My Heart (2000), Full House (2004), That Winter, the Wind Blows (2013), Descendants of the Sun (2016) et The Glory (2023).
Elle est la première actrice asiatique à avoir signé un contrat avec l'agence Effigies.

## Biographie

### Jeunesse et études
Lors de sa naissance, Song Hye-kyo était malade et ses parents et le médecin ont pensé qu'elle ne survivrait pas. Après son rétablissement, ses parents ont enregistré le 26 février 1982 comme sa date de naissance  au lieu de sa date de naissance réelle, le 22 novembre 1981. Ses parents ont divorcé et elle a été élevée par sa mère. Elles ont déménagé de sa ville natale, Daegu pour s'installer à Gangnam. Elle a suivi une formation en patinage artistique à l'école primaire mais elle a cessé d'en faire lorsqu'elle était au 8e grade. Bien qu'elle se considérait elle-même timide et introvertie, elle a été décrite par son professeur de lycée comme un « personnage joyeux, elle se mêlait bien avec ses amis et était toujours dans une ambiance lumineuse,. »

### Carrière
Song Hye-kyo a remporté la première place au concours SunKyung Smart Model lorsqu'elle finissait sa troisième année au Eunkwang Girls' high School en 1996. Ce concours était entre autres organisé par l'entreprise de confection d'uniformes scolaires SK Group et elle a pu faire ses débuts comme mannequin. Elle ne tardera pas à jouer dans sa toute première série télévisée, Happy Morning. Depuis elle a continué à jouer le rôle principal dans divers séries télévisées et sitcoms.
Le premier grand tournant de sa carrière s'est produit quand elle a joué avec Song Seung-heon et Won Bin dans la série télévisée Autumn in My Heart en 2000. Le spectacle est devenu rapidement populaire comme une histoire d'amour tragique. La série lui fera connaitre du succès en Corée du Sud et dans toute l'Asie.
Elle a encore gagné en popularité en 2003 quand elle a joué le rôle principal aux côtés de Lee Byung-hun dans la série dramatique All In, inspiré de la vie professionnelle du joueur de poker Jimmy Cha. La série était si populaire que le titre du spectacle lui-même est entré dans le vocabulaire de tous les jours en Corée du Sud. L'année suivante, elle a partagé la vedette avec le chanteur Rain dans la série télévisée Full House, basé sur le manhwa Full House de Won Soo-yeon.
À la suite du succès asiatique de Full House, elle fait ses débuts au cinéma dans le film sud-coréen My Girl and I, remake du film japonais Crying Out Love in the Center of the World de Isao Yukisada. Le film s'inspire du roman Socrates in Love de Kyōichi Katayama. Insatisfaite à l'égard de ses jeux de rôle stéréotypes qu'elle a interprété, Song Hye-kyo se rend à San Francisco pour étudier l'anglais et plus tard, elle se rend à Seattle. 

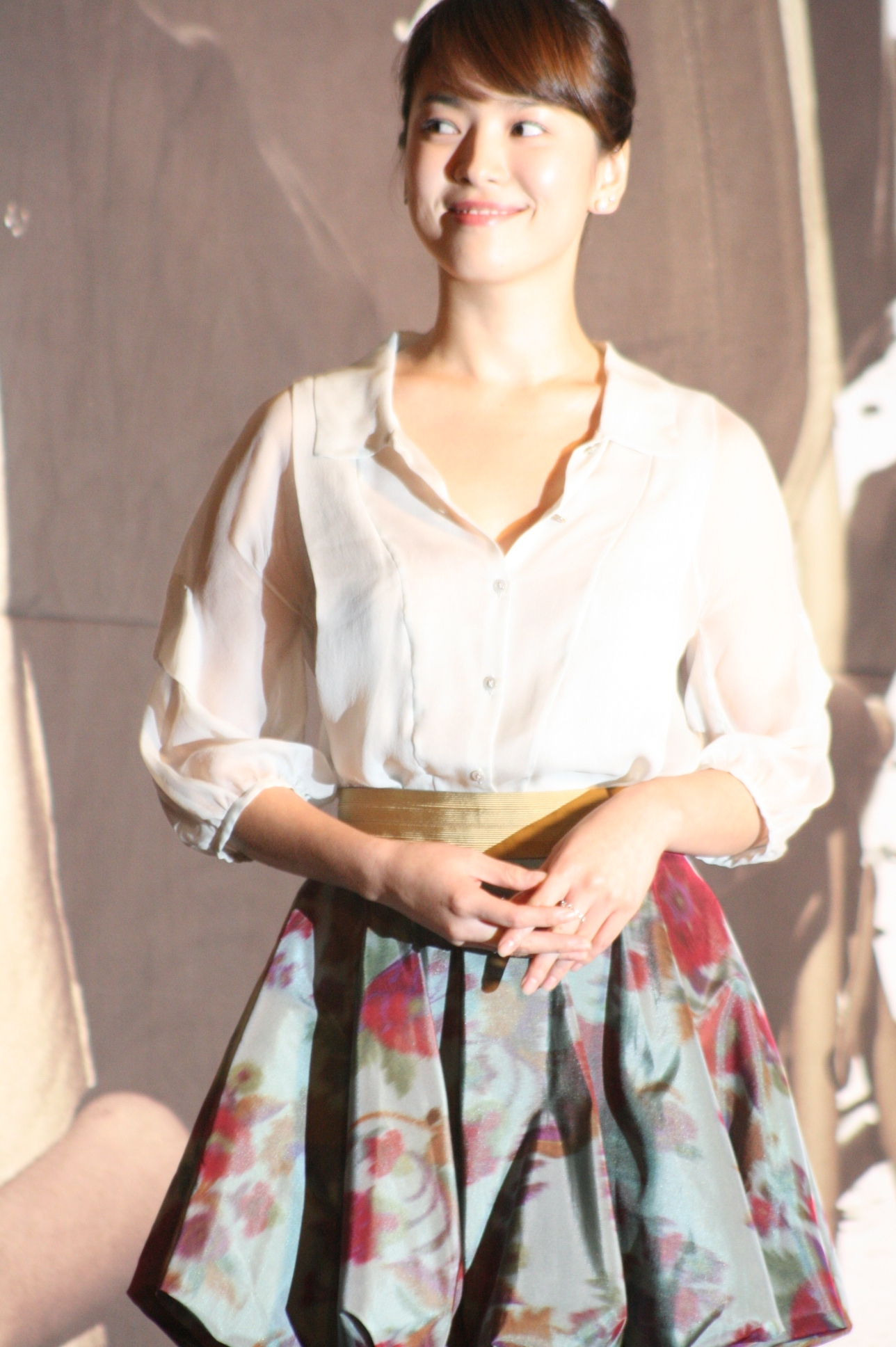
Song Hye-kyo en 2008.

Après deux ans d’absence à l'écran, Song Hye-kyo annonce son retour en 2007 dans le film sud-coréen, Hwang Jin Yi, adapté du roman Hwangjini de Hong Sok-jung. Elle tient le rôle de Hwang Jini, la plus célèbre gisaeng dans l'histoire coréenne. Les producteurs du film avaient choisis avant Jeon Ji-hyeon et Soo Ae pour interpréter le rôle mais Song Hye-kyo les a surpris avec sa volonté et le désir d'être Hwang Jini. Un an plus tard, elle joue pour la première fois dans un film étranger, Make Yourself at Home, un thriller psychologique américain où elle incarne le rôle de Sookhy, fille d'une chamane qui tente de fuir son destin en devenant une épouse immigrante aux États-Unis. 
En 2010, elle a joué dans le film à sketches Camellia, composé de trois courts-métrages concentrés uniquement sur la ville de Busan et qui ont réalisé par les trois réalisateurs asiatiques Isao Yukisada, Wisit Sasanatieng et Jang Joon-hwan. Elle joue avec l'acteur Kang Dong-won dans le court-métrage Love for Sale de Jang Joon-hwan.
Elle incarne en 2011 le rôle de Da-hae, une cinéaste documentariste qui trouve la force de pardonner un garçon de 17 ans qui a tué son fiancé dans le film sud-coréen A Reason to Live. Étant une fan de la réalisatrice Lee Jeong-hyang, elle a éprouvé des difficultés à rentrer dans la peau du personnage. Elle a également déclaré qu'elle était amoureuse du script et a estimé que son jeu avait mûri et qu'elle considère le film comme un tournant dans sa vie,. En octobre, elle est devenue la première actrice asiatique à signer un contrat avec l'agence mondiale française Effigies, ouvrant la voie à son éventuelle entrée sur le marché européen. 
En 2013, Hye-kyo joue dans le film hongkongais The Grandmaster réalisé par le réalisateur chinois Wong Kar-wai, basé sur la biographie de Ip Man. Elle apprit le cantonais et les arts martiaux. Ensuite, elle collabore pour la deuxième fois avec le réalisateur Kim Kyu-tae et le scénariste Noh Hee-kyung pour la série télévisée That Winter, The Wind Blows où elle joue le rôle de Oh Young, une  héritière aveugle qui fait face à un escroc qui se fait passer pour son frère, incarné par Jo In-sung.

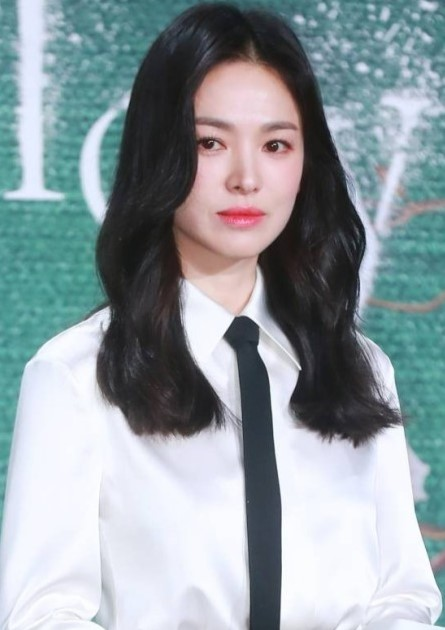
Song Hye-kyo en 2022.

Elle tourne dans le film sino-hongkongais The Crossing réalisé par John Woo, basé sur l'histoire du naufrage du bateau à vapeur Taiping en 1949 qui a causé la mort de plus de 1500 passagers et membres d'équipage. Le projet avait été initialement annoncé au Festival de Cannes en 2008, puis a été annulé en 2009 et relancé à nouveau en 2011. L'opération pour enlever la tumeur de l'amygdale du réalisateur John Woo et son rétablissement a conduit à un nouveau retard en raison de conflits d'horaire entre les acteurs en 2012. Hye-kyo Song a finalement commencé le tournage du film The Crossing en juin 2013. La première partie du film est sortie en 2014 et la sortie de la deuxième partie est prévue en 2015.

### Vie privée
Song Hye-kyo a fréquenté l'acteur sud-coréen Lee Byung-hun alors que les deux filmaient la série télévisée All In en 2003. Leur relation prend fin en 2004. Leur relation avait suscité beaucoup d'attention des médias et des ragots. L'expérience lui a appris à tracer une ligne claire entre vie privée et publique. 
Elle reste en contact avec Hyun Bin, son partenaire avec qui elle a joué dans la série télévisée The World That They Live In. C'est qu'après leur séparation , pendant le tournage de la série Friend, Our Legend où joue l'acteur Hyun Bin qu'ils ont réalisés qu'ils étaient amoureux l'un de l'autre. Ils ont annoncé leur relation en juin 2009. Mais contrairement à sa relation précédente avec Lee Byung-hun, ils ont été rarement vu ensemble en public et elle a refusé de discuter de leur relation avec la presse. En mars 2011 quelques heures après l’enrôlement militaire de Hyun Bin, leurs agences ont confirmé la spéculation que le couple avait rompu. Selon un communiqué de presse, tous les deux ont été ennuyés par le tournage de films et dramas dans et en dehors de Corée, qui ont inévitablement entraîné leur séparation. Avec les rumeurs de leur séparation qui circulaient depuis la fin de l'année 2010, les agences ont déclaré que les deux se sont séparés au début de 2011 mais ils ont voulu garder le secret pour le moment car aucun d'entre eux ne voulaient attirer l'attention du public sur leur séparation au lieu de leur travail professionnel. Hyun Bin ne voulait pas qu'une question personnelle interfère avec ses fans pendant ses derniers jours  avant de commencer son service militaire,.
Interrogé sur les séquelles de ses deux relations amoureuses qui ont attiré l'attention du public, Song Hye-kyo a déclaré en octobre 2011 : « Je pense que le moment où je me sentais mal à l'aise de vivre sous un microscope a disparu. Je n'ai plus peur de ces choses. Ce que je fais, c'est typique de toute femme de mon âge. En fait, je n'ai pas eu le temps de me sentir seule. » 
En février 2012, elle a lance une poursuite pour diffamation contre 41 internautes pour la fabrication et la diffusion de rumeurs infondées à son sujet. Après une enquête menée par l'agence de la police métropolitaine de Séoul, les procureurs ont poursuivi 24 des internautes en juillet 2013. 
Il a été rapporté que l'actrice Song Hye-kyo avait récemment fait un don secret de 100 millions de won à un hôpital pour enfants.
Selon les responsables de l'hôpital, Song Hye-kyo a fait un don à l'hôpital pour enfants de l'université nationale de Séoul lors de la Journée des enfants en mai dernier. On sait que Song Hye-kyo a demandé à l'hôpital de garder le don secret.Song Hye-kyo a participé en tant que narrateur au documentaire pour enfants de KBS 1TV de l'année dernière "May, Children". Ce programme capture la vie quotidienne du personnel hospitalier et des enfants patients.,. Song Hye-kyo est bien connue pour ses fréquentes activités de contribution sociale à grande échelle tout au long de sa carrière. Elle a fait don de 150 millions de wons à la Beautiful Foundation, une organisation à but non lucratif, en décembre dernier. octobre 2017,.
Elle s'est fiancée à l'acteur sud coréen Song Joong-ki son co-star rencontré dans le drama coréen Descendants of the Sun. Ils se sont mariés le 31 octobre 2017 à l'hôtel Shilla à Séoul. Ils annoncent leur divorce le 27 juin 2019 et finissent la médiation du divorce le 22 juillet 2019.

## Filmographie sélective

### Cinéma
- 2005 : My Girl and I (파랑 주의보) de Jeon Yoon-soo : Bae Soo-eun (premier film)
- 2007 : Hwang Jin Yi (황진이) de Jang Yoon-hyun : Hwang Jini
- 2008 : Make Yourself at Home (페티쉬) de Soopum Sohn : Sookhy
- 2010 : Camellia (카멜리아) de Jang Joon-hwan : Bo-ra
- 2011 : Countdown (카운트다운) de Huh Jong-ho : elle-même (caméo)
- 2011 : A Reason to Live (오늘) de Lee Jeong-hyang : Da-hae
- 2011 : Pirates des Caraïbes : La Fontaine de jouvence (Pirates of the Caribbean: On Stranger Tides) de Rob Marshall : Yining (caméo)
- 2013 : The Grandmaster (一代宗師) de Wong Kar-wai : Cheung Wing-sing
- 2014 : My Brilliant Life (두근두근 내 인생) d'E J-yong : Mi-ra
- 2014 : The Crossing, part 1 (太平轮) de John Woo : Zhou Yunfen
- 2015 : The Queens (我是女王) d'Annie Yi : Annie
- 2015 : The Crossing, part 2 (太平轮) de John Woo : Zhou Yunfen
- 2025 : Dark Nuns (검은 수녀들) de Kwon Hyeok-jae : sœur Yunia

### Télévision
- 1996 : First Love (첫사랑 : une des étudiants du professeur, Lee Hyo-kyung (caméo)
- 2000 : Autumn in My Heart (가을동화 : Yoon / Choi Eun-soeh
- 2004 : Full House (풀하우스) : Han Ji-eun
- 2013 : That Winter, The Wind Blows (그 겨울, 바람이 분다) : Oh Young
- 2016 : Descendants of the Sun (태양의 후예) : Kang Mo-yeon
- 2018 : Encounter (교전) : Cha Soo-Hyeon
- 2023 : La Gloire (더 글로리) : Moon Dong-eun

## Musique
- Enregistrements :

- En 2012, Song Hye-kyo enregistre le single Switch: Be White avec le chanteur américain John Park afin de promouvoir une nouvelle ligne pour la marque de cosmétiques Laneige. Les dons récoltés grâce aux ventes du single ont été versés pour la campagne Be Waterful, un projet collaboré entre Laneige et Save the Children.
- Clips musicaux :

- Song Hye-kyo apparaît en 1996 dans le clip This Promise (어떤약속) de Kim Soo-keun.
- En 2000, on la retrouve dans le clip Curious Destiny (이연) de Shin Sung-woo.
- Elle tourne en 2001 aux côtés de Song Seung-heon et Ji Jin-hee dans le clip Once Upon a Day (하루) de Kim Bum-soo. Elle remporte le prix du clip populaire aux Golden Disk Awards.
- En 2012, Song Hye-kyo apparaît avec John Park dans le clip Switch: Be White où ils chantent en duo.

## Distinctions
Cette section récapitule les principales récompenses et nominations obtenues par Song Hye-kyo. Pour une liste plus complète, se référer à l'Internet Movie Database.
| Année | Cérémonie                                              | Pays                                        | Résultat | Prix                                             | Film                               |
| ----- | ------------------------------------------------------ | ------------------------------------------- | -------- | ------------------------------------------------ | ---------------------------------- |
| 1996  | SunKyung Smart Model Contest                           | Drapeau de la Corée du Sud                  | Remporté | Grand prix                                       |                                    |
| 1998  | SBS Drama Awards                                       | Drapeau de la Corée du Sud                  | Remporté | Meilleure nouvelle actrice dans un sitcom        | How Am I? (1998-1999)              |
| 2000  | KBS Drama Awards                                       | Drapeau de la Corée du Sud                  | Remporté | Prix photogénique                                | Autumn in My Heart (2000)          |
| 2000  | KBS Drama Awards                                       | Drapeau de la Corée du Sud                  | Remporté | Prix de popularité                               | Autumn in My Heart (2000)          |
| 2001  | 37e Baeksang Arts Awards                               | Drapeau de la Corée du Sud                  | Remporté | Actrice la plus populaire                        | Autumn in My Heart (2000)          |
| 2001  | 37e Baeksang Arts Awards                               | Drapeau de la Corée du Sud                  | Proposé  | Meilleure nouvelle actrice                       | Autumn in My Heart (2000)          |
| 2001  | Gold Song Awards                                       | Drapeau de Hong Kong                        | Remporté | Top star coréenne                                |                                    |
| 2001  | 16e Golden Disk Awards                                 | Drapeau de la Corée du Sud                  | Remporté | Prix du clip populaire                           | Once Upon a Day de Kim Bum-soo     |
| 2001  | SBS Drama Awards                                       | Drapeau de la Corée du Sud                  | Remporté | Top 10 des stars                                 | Guardian Angel (2001)              |
| 2001  | SBS Drama Awards                                       | Drapeau de la Corée du Sud                  | Remporté | Prix SBSi                                        | Guardian Angel (2001)              |
| 2002  | CETV Awards                                            | Drapeau de la République populaire de Chine | Remporté | Top 10 des artistes asiatiques                   |                                    |
| 2003  | SBS Drama Awards                                       | Drapeau de la Corée du Sud                  | Remporté | Top 10 des stars                                 | All In (2003)                      |
| 2003  | SBS Drama Awards                                       | Drapeau de la Corée du Sud                  | Remporté | Prix top excellence, actrice                     | All In (2003)                      |
| 2004  | KBS Drama Awards                                       | Drapeau de la Corée du Sud                  | Remporté | Meilleur couple partagé avec Rain                | Full House (2004)                  |
| 2004  | KBS Drama Awards                                       | Drapeau de la Corée du Sud                  | Remporté | Prix de popularité                               | Full House (2004)                  |
| 2004  | KBS Drama Awards                                       | Drapeau de la Corée du Sud                  | Remporté | Prix top excellence, actrice                     | Full House (2004)                  |
| 2005  | 41e Baeksang Arts Awards                               | Drapeau de la Corée du Sud                  | Proposé  | Meilleure actrice à la télévision                | Full House (2004)                  |
| 2006  | 42e Baeksang Arts Awards                               | Drapeau de la Corée du Sud                  | Proposé  | Meilleure nouvelle actrice dans un film          | My Girl and I (2005)               |
| 2006  | 43e Grand Bell Awards                                  | Drapeau de la Corée du Sud                  | Proposé  | Meilleure nouvelle actrice                       | My Girl and I (2005)               |
| 2007  | 28e Blue Dragon Film Awards                            | Drapeau de la Corée du Sud                  | Proposé  | Meilleure actrice                                | Hwang Jin Yi (2007)                |
| 2007  | 6e Korean Film Awards                                  | Drapeau de la Corée du Sud                  | Remporté | Meilleure nouvelle actrice                       | Hwang Jin Yi (2007)                |
| 2008  | KBS Drama Awards                                       | Drapeau de la Corée du Sud                  | Proposé  | Prix d'excellence, actrice dans une mini-série   | The World That They Live In (2008) |
| 2011  | 12e Festival international de films de femmes de Séoul | Drapeau de la Corée du Sud                  | Remporté | Meilleure actrice                                | A Reason to Live (2011)            |
| 2013  | 49e Baeksang Arts Awards                               | Drapeau de la Corée du Sud                  | Proposé  | Meilleure actrice à la télévision                | That Winter, The Wind Blows (2013) |
| 2013  | 7e Mnet 20's Choice Awards                             | Drapeau de la Corée du Sud                  | Proposé  | 20's Drama Star - Femme                          | That Winter, The Wind Blows (2013) |
| 2013  | 8e Seoul International Drama Awards                    | Drapeau de la Corée du Sud                  | Proposé  | Actrice coréenne exceptionnelle                  | That Winter, The Wind Blows (2013) |
| 2013  | 6e Korea Drama Awards                                  | Drapeau de la Corée du Sud                  | Proposé  | Grand prix (Daesang)                             | That Winter, The Wind Blows (2013) |
| 2013  | 2e APAN Star Awards                                    | Drapeau de la Corée du Sud                  | Proposé  | Prix top excellence, actrice                     | That Winter, The Wind Blows (2013) |
| 2013  | 2e APAN Star Awards                                    | Drapeau de la Corée du Sud                  | Remporté | Grand prix (Daesang)                             | That Winter, The Wind Blows (2013) |
| 2013  | SBS Drama Awards                                       | Drapeau de la Corée du Sud                  | Remporté | Top 10 des stars                                 | That Winter, The Wind Blows (2013) |
| 2013  | SBS Drama Awards                                       | Drapeau de la Corée du Sud                  | Remporté | Prix top excellence, actrice dans une mini-série | That Winter, The Wind Blows (2013) |
| 2013  | SBS Drama Awards                                       | Drapeau de la Corée du Sud                  | Proposé  | Meilleur couple partagé avec Jo In-sung          | That Winter, The Wind Blows (2013) |